# Risarcimento
Il risarcimento, nel diritto, indica il modo attraverso il quale si rimborsano o reintegrano coloro che abbiano subito un danno ingiusto.

## Gli elementi fondamentali

### L'oggetto
Il danno può essere di natura contrattuale o extracontrattuale (o precontrattuale, per quanti credono al tertium genus). Il risarcimento consiste nella liquidazione in denaro del valore del debito nascente dall'illecito (di qualunque genere) o, in altri termini, nella determinazione del valore dell'obbligazione a riparare il danno cagionato.
I due tipi principali di risarcimento, se hanno un rimedio di tutela pressoché identico, affondano le radici in fondamenti ben diversi. Il risarcimento da contratto ha più natura sanzionatoria, minacciando il risarcimento alle parti che non intendano adempiere all'obbligazione costituita. Esiste già un vincolo, verosimilmente volontario visto che si parla di contratti, e lo scopo della tutela in questo caso è quello di garantire la corretta esecuzione del contratto stesso.
Il risarcimento derivante da torto, quindi di matrice aquiliana, parte da presupposti diversi ed ha una funzione spiccatamente riparatoria e di garanzia. I vari soggetti non hanno tra loro rapporti o vincoli preesistenti (o comunque se esistenti sono ininfluenti per la fattispecie), dato che chi cagiona il danno solitamente è un quisque de populo qualsiasi.
Queste due categorie, secondo più recenti dottrine, non sono molto rigide ed hanno anzi confini molto mobili. La responsabilità dei professionisti, ad esempio, è un perfetto crocevia fra i due tipi in quanto manifesta requisiti e prerogativi di entrambi. Simile anche la responsabilità dei soggetti finanziari, che in alcuni casi esula addirittura.

### La natura del danno
Non basta aver cagionato un danno per creare una fattispecie di risarcimento, dovendo essere questo anche ingiusto. Nell'ordinamento non vi è, infatti, un divieto precettivo di arrecare ogni sorta di danno.
Si profila quindi una lesione della sfera giuridica altrui, non solo per quel che riguarda i diritti soggettivi, ma anche gli interessi tutelati per legge (anche il possesso che non è un diritto soggettivo prevede il risarcimento). in Italia questa impostazione affonderebbe il suo fondamento normativo nel principio di solidarietà sancito dall'articolo 2 della Costituzione italiana.

### La risarcibilità

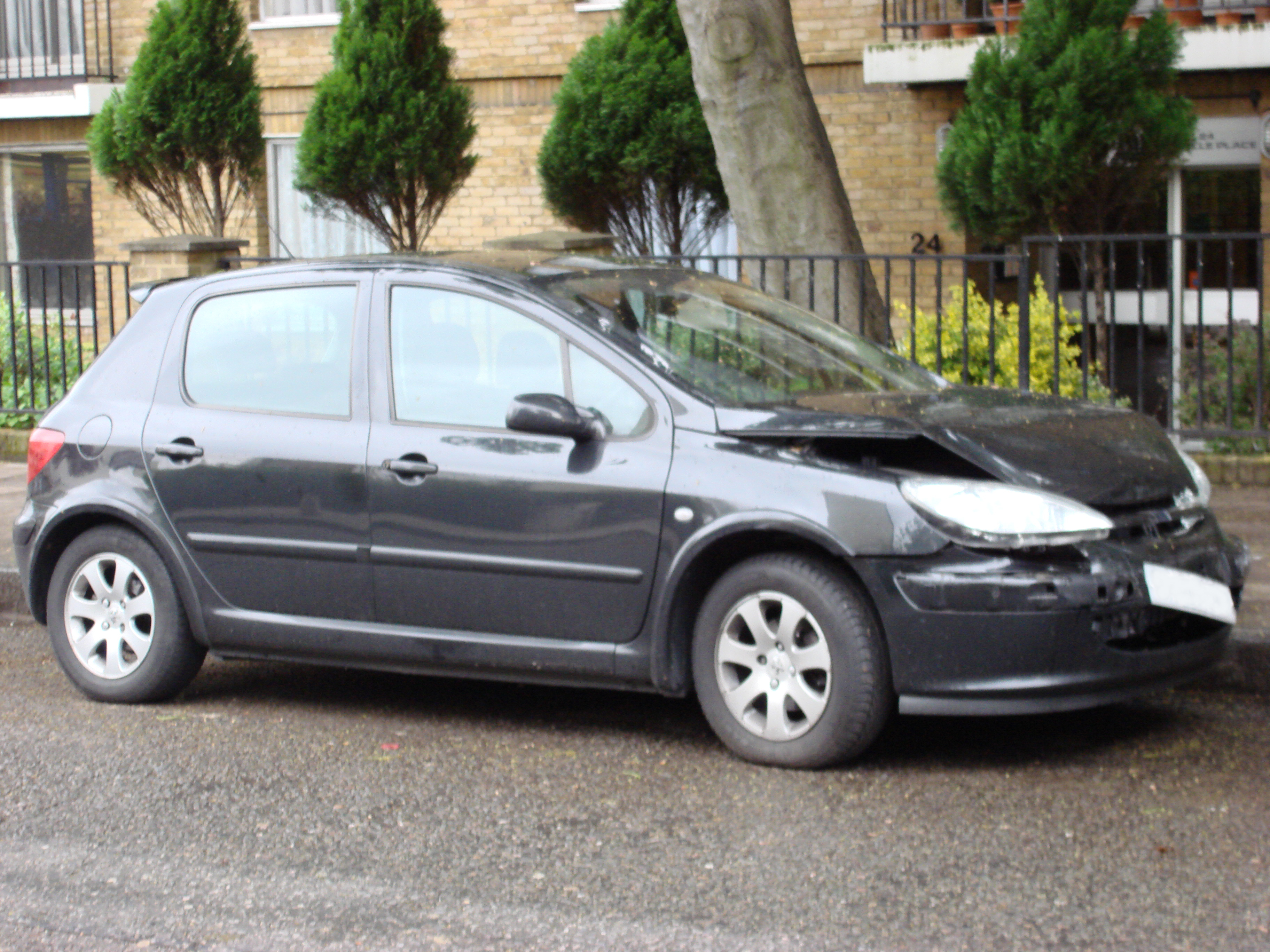
Classico danno di natura patrimoniale, un'autovettura danneggiata: sarà sempre comunque possibile con criteri precisi stabilire l'entità economica del danno

Oltre ad essere contra jus (ingiusto) e imputabile, il danno deve essere anche risarcibile.
Varie teorie si sono susseguite per definire cosa sia il danno risarcibile.
Una prima, più vecchia, concezione è quella del danno naturalistico, inteso quindi in senso materiale. Il danno per questa impostazione è l'effettivo e materiale deprezzamento in peius del bene danneggiato. Che questa impostazione non sia utilizzabile nei sistemi di civil law è facilmente intuibile, sia normativamente visto che l'art. 1223 del codice civile italiano dà una definizione completamente diversa, sia per il fatto che non tiene conto di valori aggiuntivi di determinati beni (ad esempio del valore non materiale che ha un'auto d'epoca rispetto ad un'altra automobile).
Totalmente contrapposta a questa impostazione vi è quella di marca germanica che riguarda il danno in senso patrimoniale (Differenzhypothese in tedesco, "ipotesi della differenza"): al centro di tale teoria c'è il concetto di patrimonio, dal quale si deve considerare ogni perdita di utilità valutabile economicamente. Si parte quindi dalla sfera completa patrimoniale del soggetto e non dal singolo bene danneggiato. Tale ipotesi è più soddisfacente del danno naturalistico, ma mostra comunque lacune evidenti, come nel caso di danno non patrimoniale, riconosciuto ormai da gran parte dei sistemi europei, che sarebbe ritenuto non risarcibile in quanto non suscettibile di valutazione concreta economica, almeno non relativamente alla sfera patrimoniale. Non calcolabile è inoltre un eventuale danno relativo al lucro cessante, dato che questo aspetto non fa ancora parte del patrimonio del danneggiato.
Più recenti opinioni hanno spostato l'attenzione più che sulla natura del danno o sui vari criteri di valutazione, sulla finalità perseguita dalla tutela risarcitoria nei vari determinati casi, non essendo questa sempre uguale: a volte infatti ha un carattere molto più sanzionatoria-satisfattiva che non compensativa. Il primo caso ben si adatta ai danni non patrimoniali e al danno biologico, danni non valutabili economicamente bensì oggettivamente. Sarà lo stesso ordinamento, e in particolare lo stesso regime risarcitorio, a valutare rilevanti i danni e quindi risarcibili. Ne consegue una posizione diversa dell'obbligazione risarcitoria, non più diretta conseguenza dell'ipotesi di danno, ma strettamente collegata e qualificante a sua volta del danno stesso almeno per quel che riguarda la sua eventuale risarcibilità.

## Imputazione

### Responsabilità dei privati
Storicamente il criterio unico e centrale per l'imputazione della responsabilità erano dolo e colpa, come previsto anche negli ordinamenti francese e tedesco. Col passare del tempo questa prospettiva ha subito un decentramento, essendo preferita sempre maggiormente da criteri oggettivi, come il rischio di un'attività lecita.

### Responsabilità della pubblica amministrazione
È di recente creazione giurisprudenziale la responsabilità civile per danni da parte delle pubbliche amministrazioni, accanto alla già presente responsabilità amministrativa. Fino a poco tempo fa si pensava infatti che il pubblico potere fosse immune da tale responsabilità in virtù della sua sovranità e discrezionalità e l'unico diritto spettante al singolo privato era la richiesta di annullamento alle corti amministrative competenti. Successivamente dalla Cassazione è stata invece introdotta un'altra forma di tutela che si basa sul cosiddetto interesse legittimo: la famosa sentenza n.500/1999, confermata poi dalla legge 205/2000) introduce infatti, oltre all'annullamento, anche la possibilità per il privato di richiedere il risarcimento per il danno subito.
La dottrina italiana trova difficoltà a trovare il fondamento normativo di tale tutela risarcitoria: alcuni pensano possa essere fatta risalire alla normale responsabilità obbligatoria e alla culpa in contrahendo, anche in virtù della riforma del 1990 che rivede il concetto dell'iniziativa pubblica riguardo ai privati, paragonandola più all'attività privata stessa che non ai vecchi canoni di autorità.
Scettici di questa impostazione sostengono che in realtà non esiste un rapporto tale tra P.A. e singolo cittadino da poter configurare una pretese ad un determinato bene da parte di quest'ultimo verso il potere pubblico, spostando più l'attenzione sul fatto che in realtà ciò che viene tradito dall'atto illegittimo della P.A. sia l'affidamento incolpevole riposto dal privato nell'esercizio della pubblica amministrazione.
Altre ulteriore dottrina critica entrambe le impostazioni ritenendo rispettivamente troppo forte la prima e non giustificata poi dogmaticamente, più logica la seconda ma troppo debole per poter spiegare una tutela risarcitoria. L'analisi che fa questa parte di dottrina è di valutare il tipo di interesse, se pretensivo od oppositivo, valutare la colpa della P.A. e vedere se esiste tra i due fattori un nesso di causalità.

### Responsabilità derivata da norme del diritto dell'Unione Europea
Il privato può agire per richiedere il risarcimento anche se vengono violati diritti o interessi tutelati dalle norme dell'ordinamento comunitario europeo. A tal proposito occorre distinguere tra norme dirette, per le quali c'è libertà di agire nei confronti dello Stato membro o di altri privati, e norme mediate, quali le direttive comunitarie, che non hanno efficacia diretta nei confronti degli Stati membri ma soltanto un obbligo di risultato. Nel secondo caso il cittadino privato può richiedere i danni allo Stato per non aver correttamente applicato la direttiva. Esistono però dei parametri:
- la direttiva deve espressamente attribuire diritti ai singoli che devono essere palesi tra le disposizioni
- deve esserci un nesso di casualità tra la violazione statale e i danni del singolo

## Forme di riparazione
Non esiste un'unica forma di riparazione risarcitoria, bensì vari tipi riconducibili essenzialmente a due forme, entrambe figlie di due concezioni storiche consolidate, quella basata sull'evoluzione di tipo romanistico incentrata su rimedi prima sanzionatori e poi divenuti riparatori e risarcitori, e quella derivata dalle concezioni giusnaturalistiche che miravano invece alla reintegrazione del diritto violato.

### Risarcimento in forma specifica
La prima si affida essenzialmente alle tecniche risarcitorie basate su un meccanismo di scambio-eguagliamento e guarda soprattutto al danno patrimoniale. La seconda invece mira alla ricostituzione dello status quo ante al danno, ovvero alla situazione che sarebbe esistita se il danno non fosse esistito: è da precisare che seguendo questa impostazione, l'obbligato non è tenuto a ricostituire la situazione giuridica com'era prima del danno, ma come sarebbe stata al momento della riparazione se il danno non fosse esistito. Questa forma particolare di risarcimento è la cosiddetta reintegrazione in forma specifica, meglio conosciuta come "riparazione in natura". La reintegrazione in forma specifica può essere effettuata, tuttavia, soltanto in presenza di un danno cosiddetto naturalistico, relativo cioè alla persona o a beni di essa: al contrario delle tecniche risarcitorie ben si presta ai danni non patrimoniali, mentre incontra difficoltà nei danni non naturalistici.
Il codice civile italiano, ed in genere altri codici di civil law, preferiscono la prima tecnica risarcitoria. In Italia, ad esempio, il rimedio risarcitorio di carattere patrimoniale è previsto per i danni contrattuali e per i danni extra-contrattuali. Alla riparazione in natura viene concesso un ruolo residuale soltanto nell'ambito extra-contrattuale e con limiti ben precisi. Un codice di civil law in cui prevale il rimedio della riparazione è il Bürgerliches Gesetzbuch tedesco.
Dal 1º gennaio 2010 in Italia è possibile attuare la riparazione risarcitoria anche attraverso lo strumento della class action. Esistono quindi due tipi di azione collettiva, contro imprese private  oppure l'azione collettiva nei confronti della Pubblica Amministrazione

### Riparazione in natura
Con la riparazione in natura (reintegrazione in forma specifica) un soggetto ripara direttamente il bene danneggiato.
Diverse sono le opinioni in dottrina su questa forma di tutela, che viene da alcuni considerata più una forma particolare di rimedio restitutorio-ripristinatorio che non risarcitorio. Giurisprudenza e dottrina dominanti difendono la sua collocazione per ragioni sistematiche (è infatti prevista nelle tutele risarcitorie, art.2058) e operative: la restituzione è infatti una tecnica di tutela per diritti reali e non potrebbe mai essere residuale rispetto a quella risarcitoria (che è invece residuale delle tecniche per i diritti reali). Sul piano pratico però le due tecniche di tutela tendono a sovrapporsi, fattore che ha portato alcuni autori a ritenere l'art.2058 una forma mista di tutela, ovvero funzionalmente rimuove un danno (fattore non previsto nella restitutoria) ma con una tecnica essenzialmente ripristinatoria dei valori.
Oltre alle considerazioni cui sopra, la riparazione in natura ha offerto spunti di fervente discussione anche per la sua collocazione rispetto alla tecnica risarcitoria, tra chi la ritiene completamente scissa da quest'ultima ed attinente a danni diversi, e chi non ammette che il danno non sia una concezione unitaria. Di avviso differente una più moderna concezione, detta del danno polifunzionale, secondo la quale esiste si una concezione unitaria di danno, quella del "danno ingiusto", ma che poi abbia risvolti differenziati a seconda della sua natura, reale o di differenza patrimoniale negativa, che possa fare accedere all'una o l'altra tecnica risarcitoria: si parla in tal senso di rimedio duttile.
La riparazione in natura non può essere mai più onerosa dell'eventuale risarcimento patrimoniale e a tal proposito il giudice può negarla se viene dimostrata la sua eccessiva onerosità.

## La quantificazione
Nell'ordinamento italiano la prima principale regola per valutare l'entità di un danno è quella del tutto o nulla, ovvero dell'imputazione all'autore del fatto di tutti i danni, nessuno escluso, senza graduazioni di alcun tipo riferibili a parametri soggettivi quali la colpa o il dolo, o ad altra parametri. L'unica storica eccezione a tale principio era il caso del concorso di colpa del danneggiato che riduceva l'entità del risarcimento.
Altro fattore che mitiga oggi questo principio è riferibile al più generale nesso di causalità, giacché è lo stesso art.1223 c.c. a prevedere che il danno sia conseguenza immediata e diretta di un'azione altrui. La causalità va riferita al cosiddetto principio della causalità adeguata, ovvero a quei fatti prevedibili nel normale svolgimento delle cose.
Il giudice dovrà poi integrare tale causalità con un altro parametro, quello dello scopo o del fine della norma violata: non sarà imputabile per alcuni danni chi con un'azione abbia cagionato diversi danni tra i quali alcuni non sono previsti dall'ordinamento come tali.
Tornando all'eccezione primaria, il concorso di colpa, molto aiuta l'art.1227 laddove stabilisce che il risarcimento viene diminuito se il fatto è scaturito anche per colpa del creditore, o ancora più nettamente che il risarcimento non è dovuto se il creditore poteva evitare di subire il danno con la normale diligenza.